# سو بيرك
سو بيرك (بالإنجليزية: Sue Burke)‏ هي مترجمة أمريكية، ولدت في 1955.